# Cody Martin
Cody Martin is een personage uit de televisieseries The Suite Life of Zack & Cody en The Suite Life on Deck, gespeeld door Cole Sprouse. Cody is de slimmere en aardigere tweelingbroer. Hij kan erg emotioneel zijn, maar komt soms, net zoals zijn broer, in de problemen. Hij is volwassener, kan goed koken, is niet zo goed in dansen en is weinig sportief. Hij is de jongste en wordt door zijn broer gecommandeerd om o.a. Zacks huiswerk te doen. Ook wordt hij erg gekleineerd door zijn broer Zack.
Cody heeft een relatie met Bailey, in The Suite Life on Deck.

## Relaties
| Naam               | Acteur                  |
| ------------------ | ----------------------- |
| Rebecca            | Victoria Justice        |
| Barbara Brownstein | Sophie Tamiko Oda       |
| Agnes              | Allie Grant             |
| Gwen               | Selena Gomez            |
| Jessica and Janice | Camilla & Rebecca Rosso |
| Stacey             | Meaghan Jette Martin    |
| Bailey Pickett     | Debby Ryan              |